# Човно-Федорівська сільська рада
Човно-Федорівська сільська рада — колишній орган місцевого самоврядування у Зінківському районі Полтавської області з центром у селі Човно-Федорівка.

## Населені пункти
Сільраді були підпорядковані населені пункти:
- c. Човно-Федорівка
- с. Бабанське
- с. Волошкове
- с. Заїки
- с. Клименки
- с. Кольченки
- с. Лавринці
- с. Мисики
- с. Пругли